# Duncan Scott (Schwimmer)
Duncan William MacNaughton Scott, OBE (* 6. Mai 1997 in Glasgow) ist ein britischer Schwimmer. Bei den Olympischen Sommerspielen 2016, 2020 und 2024 gewann er zwei Goldmedaillen und sechs Silbermedaillen.

## Karriere
Bei den Olympischen Jugend-Sommerspielen 2014 in Nanjing gewann Scott mit der britischen Staffel über 4 × 100 m Freistil die Goldmedaille. Weitere Erfolge im Juniorenbereich erzielte er bei den Europaspielen 2015 in Baku. Dort gewann er sechs Medaillen: Gold über 100 m Freistil, 200 m Freistil und mit der 4 × 100-m-Freistilstaffel sowie Silber mit den Staffeln über 4 × 200 m Freistil, 4 × 100 m Lagen und 4 × 100 m Freistil.
In Kasan nahm Scott 2015 an seinen ersten Schwimmweltmeisterschaften teil. Für die britische Staffel über 4 × 200 m Freistil, die im Finale Gold gewann, trat er im Vorlauf an. Mit der Staffel über 4 × 100 m Freistil erreichte er den zehnten Platz.
Bei den Olympischen Spielen 2016 in Rio de Janeiro erreichte Scott über 100 m Freistil den fünften Platz. Er war der erste Brite seit 1968, der sich für das Finale über 100 m Freistil qualifizierte. In den Staffelwettbewerben über 4 × 200 m Freistil und über 4 × 100 m Lagen gewann Scott zwei Silbermedaillen, während die Staffeln aus den Vereinigten Staaten jeweils Gold gewannen.
In Budapest wurde Scott 2017 mit der 4 × 200-m-Freistilstaffel erneut Weltmeister. Mit der 4 × 100-m-Lagenstaffel gewann er eine Silbermedaille. Im Einzelfinale über 200 m Freistil verpasste Scott mit dem vierten Platz knapp eine Medaille, über 100 m Freistil erreichte er den fünften Platz. 2019 in Gwangju gewann Scott mit der Bronzemedaille über 200 m Freistil seine erste Einzelmedaille bei Weltmeisterschaften.